# Delphinium chamissonis
Delphinium chamissonis là một loài thực vật có hoa trong họ Mao lương. Loài này được Pritz. ex Walp. mô tả khoa học đầu tiên năm 1843.